# Olympische Sommerspiele 1992/Teilnehmer (Salomonen)
| Gelbes Symbol für Goldmedaillen mit stilisierten Olympischen Ringen | Graues Symbol für Silbermedaillen mit stilisierten Olympischen Ringen | Braundes Symbol für Bronzemedaillen mit stilisierten Olympischen Ringen |
| ------------------------------------------------------------------- | --------------------------------------------------------------------- | ----------------------------------------------------------------------- |
| —                                                                   | —                                                                     | —                                                                       |

Die Salomonen nahmen an den Olympischen Sommerspielen 1992 in Barcelona, Spanien, mit einer Delegation von einem Sportler (ein Mann) an einem Wettbewerb in einer Sportart (Gewichtheben) teil. Es war die dritte Teilnahme des Landes an Olympischen Sommerspielen.

## Teilnehmer nach Sportarten

### Gewichtheben
- Leslie Ata
  - Mittelgewicht

Finale: 235,0 kg, Rang 29
Reißen: 105,0 kg, Rang 30
Stoßen: 130,0 kg, Rang 29